# Tertenia
Tertenia är en ort och kommun i provinsen Nuoro i regionen Sardinien i Italien. Kommunen hade 3 927 invånare (2017).